# Die unheimlichen Hände des Dr. Orlak
Die unheimlichen Hände des Dr. Orlak (englischer Originaltitel: The Hands of Orlac) ist ein Horrorfilm des Regisseurs Edmond T. Gréville aus dem Jahr 1960. Das Drehbuch des in britisch-französischer Co-Produktion entstandenen Filmes basiert wie vorherige Verfilmungen auf dem Roman Les mains d’Orlac von Maurice Renard, der 1920 veröffentlicht wurde.

## Handlung
Bei einem Flugzeugabsturz bei Paris erleidet der berühmte Konzertpianist Steven Orlak schwere Verbrennungen an den Händen. Seine Verlobte Louise Cochrane bringt ihn zu dem Chirurgen Professor Volchett, der für seine Hauttransplantationen bekannt ist. Volchett transplantiert dem Pianisten Haut von den Händen des kurz zuvor hingerichteten Mörders Vasseur, einem Frauenwürger.
Nach einiger Zeit gibt Orlak wieder ein Konzert. Doch bei seinem Auftritt kann er seine Hände nicht kontrollieren. Mit der Zeit ist er überzeugt, dass seine neuen Hände nur zu brutalen Taten fähig seien, da man ihm mit den Händen des Würgers auch dessen kriminelle Neigungen übertragen habe. Seine Katze wird tot aufgefunden, Orlak versucht, Louise, mittlerweile seine Ehefrau, zu erwürgen. Er verlässt daraufhin sein Domizil in Monte Carlo und taucht in Marseille unter. Nero, ein zweitklassiger Magier, hört von Orlaks Angst, ungewollt Morde zu begehen.
Nero zwingt seine Assistentin Li-lang, ihm bei einer Erpressung Orlaks zu helfen. Mit seiner Frau kehrt Orlak jedoch zurück nach London, wo er wieder plant sie zu erwürgen. Polizeibeamte überreichen ihm ein Telegramm, aus dem Orlak erfährt, dass der hingerichtete Vasseur unschuldig verurteilt wurde. Orlak, wieder im Besitz seiner geistigen Kräfte, hilft der Polizei, Nero zu überführen, der Li-lang ermordet hat, die seine Verbrechen der Polizei mitgeteilt hatte, und kehrt zu seiner Familie und in die Konzertsäle zurück.

## Kritiken
Das Lexikon des internationalen Films bezeichnete die Neuverfilmung des Romans von Renard als „mäßig aufregender Gruselfilm, der das psychologische Moment vergeblich zur Spannungssteigerung einzusetzen versucht.“

## Hintergrund
Die Uraufführung fand im Dezember 1960 statt. In Deutschland wurde der Film erstmals am 3. März 1961 gezeigt.
Der Film ist die dritte Verfilmung des Romans nach Orlac’s Hände, der als große Stummfilmversion 1924 von Robert Wiene mit Conrad Veidt in der Titelrolle in Österreich inszeniert wurde. Eine weitere Verfilmung des Romans gab es 1934. Die als noch besser bewertete US-Produktion Mad Love wurde von Karl Freund in Hollywood inszeniert. Die Hauptrollen spielten Peter Lorre und Colin Clive. Der französische TV-Film Des voix dans la nuit - Les mains d'Orlac von Peter Kassovitz mit Jacques Bonnaffé in der Titelrolle erschien 1991.
Der Film, der letzte von Basil Sydney, wurde gleichzeitig in einer englischen und einer französischen Version gedreht.